# Igreja Paroquial de Nossa Senhora das Neves de A Ver-o-Mar
A Igreja Paroquial de Nossa Senhora das Neves, ou Igreja Paroquial de Aver-o-mar, localiza-se na freguesia de A Ver-o-Mar, no município da Póvoa de Varzim, distrito do Porto, em Portugal.

## História
Remonta a uma pequena capela sob a invocação de Nossa Senhora das Neves, anterior à formação da nacionalidade, período em que A Ver-o-Mar pertencia à paróquia de São Tiago de Amorim.
Por um documento, assinado em 1099, A Ver-o-Mar foi separada de São Tiago de Amorim.
Em fins do século XIX, com o alargamento da freguesia, a antiga capela foi substituída por uma igreja, inaugurada em 1883.